# Sohail Khan
 (novembre 2018).
Si vous disposez d'ouvrages ou d'articles de référence ou si vous connaissez des sites web de qualité traitant du thème abordé ici, merci de compléter l'article en donnant les références utiles à sa vérifiabilité et en les liant à la section « Notes et références ».
Pour les articles homonymes, voir Khan (homonymie).
Sohail Khan (Hindi: सोहेल ख़ान; né le 20 décembre 1970) est un acteur, réalisateur, producteur et scénariste indien de Bollywood. Il est le frère de Salman Khan.